# Mirobisium dimorphicum
Mirobisium dimorphicum är en spindeldjursart som beskrevs av Vitali-di Castri 1970. Mirobisium dimorphicum ingår i släktet Mirobisium och familjen Gymnobisiidae. Inga underarter finns listade i Catalogue of Life.